# Giacomo Gaioni
Giacomo Gaioni (ur. 26 kwietnia 1905 w Roverbelli, zm. 14 listopada 1988 w Mantui) – włoski kolarz torowy i szosowy, złoty medalista olimpijski.

## Kariera
Największy sukces w karierze Giacomo Gaioni osiągnął w 1928 roku, kiedy wspólnie z Cesare Faccianim, Luigim Tassellim i Mario Lusianim zdobył złoty medal w drużynowym wyścigu na dochodzenie podczas igrzysk olimpijskich w Amsterdamie. Był to jedyny medal wywalczony przez Gaioniego na międzynarodowej imprezie tej rangi, był to także jego jedyny start olimpijski. Startował również w wyścigach szosowych, ale nie odnosił większych sukcesów. Nigdy nie zdobył medalu na torowych mistrzostwach świata.